# Beaux Arts Trio
Beaux Arts Trio var en klassisk klavertrio med udspring i USA der gennem mere end 50 år var blandt verdens bedste.
Trioen blev dannet i 1955 og medvirkede ved et utal af koncerter (mere end 6000) og indspillede samtlige standardværker inden for det klassiske repertoire, klavertrioer af Haydn, Mozart, Beethoven, Schubert, Schumann, Brahms, Dvorak og Ravel. 
I 2005 fejrede trioen sit 50 års jubilæum med udgivelsen af 2 special-CD'er.
Gennem alle årene var pianisten Menahem Pressler omdrejningspunktet, der bandt trioen sammen. De første år var de øvrige medlemmer Daniel Guilet, violin (1955-68) og Bernard Greenhouse (1955-87).

## Medlemmer
Klaver:
- Menahem Pressler (1955-2008)

Violin:
- Daniel Guilet (1955-68)
- Isidore Cohen (1968-92)
- Ida Kavafian (1992-98)
- Yung Uck Kim (1998-2002)
- Daniel Hope (2002- )

Cello:
- Bernard Greenhouse (1955-87)
- Peter Wiley (1987-98)
- Antonio Meneses (1998- )

## Links
Beaux Arts Trio hjemmeside Arkiveret 9. marts 2008 hos  Wayback Machine